# Аренсбургская культура
Аренсбургская культура — существовавшая в 11—10 тыс. до н. э. археологическая культура (или комплекс каменной индустрии) позднего палеолита на территории современных Нидерландов и северной Германии. Носители культуры были кочевыми охотниками-собирателями, обитавшими в Северо-Центральной Европе во время позднего дриаса, последнего похолодания в конце вислинского оледенения, приведшего к обезлесению и образованию тундры, поросшей кустарником карликовой берёзы и рябины. Наиболее важной дичью был северный олень.

## Общая характеристика
Наиболее ранними находками, связанными с данной культурой, являются лук и стрелы (хотя сами по себе эти орудия могли быть изобретены ранее).
Аренсбургской культуре предшествовали гамбургская культура и культура Федермессер, а наследовали ей мезолитические культуры.
Находки, связанные с аренсбургской культурой, были сделаны на юге и западе Скандинавии, на Северо-Германской низменности и на западе Польши. Также территория аренсбургской культуры включала обширные территории, ныне скрытые на дне Северного и Балтийского морей (Доггерленд), поскольку во времена позднего дриаса береговая линия проходила намного севернее нынешней.
Культура названа в честь туннельной долины близ деревни Аренсбург, расположенной в 25 км к северо-востоку от Гамбурга в немецкой земле Шлезвиг-Гольштейн, где слои, связанные с данной культурой, были обнаружены в таких местах, как Мейендорф (de:Meiendorf), Штельмоор (de:Stellmoor) и Борнек (de:Borneck). Хотя эти памятники, как и большинство других памятников данной культуры, относятся к позднему дриасу, культурный слой аренсбургской культуры в Альт-Дуфенштедте датируется очень поздним аллерёдским периодом, то есть, по-видимому, представляет собой наиболее ранний этап данной культуры, который мог соответствовать сходной культуре Бромме на севере. Артефакты, найденные в одном контексте с хвостовыми наконечниками стрел, ассоциируются с обеими культурами — Бромме и аренсбургской.
По мнению ряда российских исследователей, восточной границей распространения этой культуры были верховья реки Волга. На Западе эта точка зрения не принята.
От аренсбургской культуры происходят более поздние культуры Фосна-Хенсбака на территории Норвегии и Швеции.

## Штельмоор
Археологический памятник Штельмоор (de:Stellmoor) представлял собой сезонное поселение, населённое главным образом в октябре, где были найдены кости, принадлежавшие 650 различным северным оленям. Для охоты использовались лук и стрелы. В Штельмооре также были найдены хорошо сохранившиеся древка стрел из сосны, предназначавшиеся для характерных наконечников данной культуры типа skaftunge из кремня. Был обнаружен ряд сохранившихся в целости скелетов северного оленя с наконечниками стрел в груди — вероятно, они были принесены в жертву высшим силам. В поселениях археологи обнаружили каменные круги, которые могли служить основаниями для домов-типи.

## Скандинавия (группа Хенсбака)
Наиболее ранние надёжные следы обитания на севере Норвегии и западе Швеции относятся к переходному периоду между поздним дриасом и пребореальным периодом. Более благоприятные условия жизни, а также опыт прошлого, приобретённый во время сезонного кочевья, стимулировали интенсивную эксплуатацию морских ресурсов на северных территориях. Культура Фосна-Хенсбака на западном побережье Швеции является примером процесса культурной фрагментации, который происходил в рамках континентальной аренсбургской культуры. Вместо новых миграций в начале мезолита открытие отложений костей и новая датировка указывают на отсутствие заметного разрыва в преемственности поселений. Новые знания указывают на продолжение автохтонного развития, при том, что быстрые климатические изменения стимулировали быстрые изменения в культуре.

## Климат
Аренсбургская культура относится к комплексу культур позднего верхнего палеолита и раннего мезолита, возникновение которого относится к отступлению ледника и последовавшему распаду позднепалеолитических культур в период 15—10 тыс. лет тому назад. Вымирание мегафауны, бывшей основным источником питания верхнепалеолитического населения, спровоцировало повышенный спрос на другие формы рациона, в том числе морские ресурсы. Миграции на север совпали с бёллингским и аллерёдским потеплениями, однако большая часть Северной Европы оставалась незаселённой на протяжении всего позднего дриаса.
Во время голоценового климатического оптимума возросшая биомасса привела к значительной интенсификации эксплуатации биологических ресурсов со стороны всех тогдашних групп населения, развитию межгрупповых контактов и в конечном счёте к зачаткам сельского хозяйства.